# Polygrafie
Polygrafie je výrobní obor, který zpracovává a tiskem rozmnožuje textové a obrazové předlohy. Zahrnuje tyto základní výrobní fáze: předtiskovou přípravu (prepress), tisk (press) a dokončovací zpracování (postpress).

## Předtisková příprava (Prepress)
V předtiskové přípravě vzniká předloha pro tisk. Předlohu vytváří grafik z podkladů dodaných zákazníkem v programech určených pro počítačovou sazbu. 
Předloha musí zajistit kvalitní reprodukci danou tiskovou technikou. Obecně se ověřuje:
- dostatečné rozlišení obrázků
- věrnost barev (většina tiskových technik má omezený barevný rozsah a řadu pestrých barev nelze reprodukovat)
- správné nastavení průhlednosti
- správné vykreslení písem

Každá tisková technika má svá specifika. Např. pro ofsetový tisk jsou nutné dodatečné kroky:
- ověření přetisků (světlé objekty na tmavém pozadí vyžadují v tmavých objektech výkroje, aby se tiskly na světlý podklad)
- ověření vlasových čar (příliš tenké čáry mohou zaniknout)
- ověření dostatečných přesahů objektů mimo rozměr stránky při tzv. tisku na spad (aby byl potisk po oříznutí stránky až k okraji)
- tisk černé pomocí černé (K) místo soutisku CMY

Řadu těchto kontrol lze automatizovat pomocí tzv. Pre-Flight programů.
Při tisku více stran na rozměrnější médium lze do procesu zařadit tzv. archovou montáž (imposition), kdy se výsledný rozměr zaplní více stránkami. Způsob řazení těchto stránek se odvíjí od možností dodatečného zpracování.
V případě tisku konvenčními technikami je nutné výstup přenést na tiskové formy.

## Tisk (Press)
Oblast ve které se přenáší obrazová předloha na předem určený materiál pomocí tisku. Volba tiskové techniky se odvíjí od typu média, požadované kvality reprodukce a cílového množství. Médium je buď ve formě archů nebo pásu, který se odvíjí z kotouče. Digitální tisk má na rozdíl od konvenčních technik výhodu v tom, že nepotřebuje tiskovou formu.
Konvenční techniky
- sítotisk – pro potisk textilu, plastů, papíru, zpravidla v nižším rozlišení a s omezeným počtem barev
- flexotisk – pro potisk obalových materiálů (papír, karton, lepenka, plastové fólie) v kvalitě jen mírně horší než ofsetový tisk
- ofsetový tisk – především pro potisk papíru ve vysoké kvalitě
- hlubotisk – pro potisk papíru ve vysoké kvalitě a velkých objemech (noviny, časopisy)
- knihtisk (v průmyslu se už nepoužívá)

Digitální tisk

## Dokončovací zpracování (Postpress)
Než je konečný výrobek předán zákazníkovi, musí vytištěné archy projít knihárnou. V knihárně se provádí tyto úkony: řezání, skládání, vysekávání, šití, lepení atd.

## Polygrafické materiály
V polygrafické výrobě se můžeme setkat s celou řadou materiálů, jejichž kvalita ovlivňuje výslednou kvalitu polygrafického produktu. Mezi ty nejdůležitější patří lepidla, papír, tiskové barvy a laky.